# Abadia de Castres
L'abadia de Castres, també anomenada Catedral de Castres, fou un establiment religiós fundat a la vora de la ciutat de Castres, al sud d'Albi. L'actual edifici fou construït entre els segles xvi i xvii, però sembla haver-hi evidència d'anteriors edificis.
Vol la tradició que Sigebert III, rei d'Austràsia, va ordenar la fundació de diversos monestirs, entre els quals, vers el 647, el de Castres. La fundació efectiva s'atribueix a tres nobles de noms Robert, Anselm i Daniel, que va decidir dedicar-se totalment a Déu i van escollir com a lloc de retirada un indret solitari veí del riu d'Agoût, que es pretén que fou anomenat Castra, camp fortificat, per ser un campament dedicat a Déu, però probablement agafar d'un poble romà a la vora que podria haver existit des del temps de Juli Cèsar. Van construir tres cel·les amb branques i fulles, i van adoptar la regla de Sant Benet. La seva reputació de santedat els va atreure deixebles que els volien imitar i fins a 29 persones es van unir al grup i van formar una comunitat sent el primer abat el noble Robert. Un home ric d'Albi, de nom Faustí, es va convertir i es va retirar al lloc i va consagrar les seves riqueses a la construcció de l'església que fou consagrada a Sant Benet, potser la primera del regne dedicada al sant. A la mort de Robert, Faustí fou escollit al seu lloc. Amb el temps el monestir va esdevenir important i a la vora va sorgir la ciutat de Castres.
El segle ix Sant Benet d'Aniana, per concessió de Carlemany, va fundar l'abadia benedictina de Castres, que va dependre del Bisbat d'Albi. Davant l'atac normand el 864 els religiosos van abandonar l'establiment i es van emportar les relíquies de sant Vicenç i es creu que es van refugiar a Valderiès, lloc dependent de l'abadia situat a l'Albigès a la dreta del Tarn prop de la frontera del Roergue, ja que el comte d'Albi, Ermengol, hi va establir una forta guarnició per defensar la vila, i a petició dels monjos el comte va prohibir a les milícies de fer cap mal als religiosos. Passat el perill els religiosos van retornar a Castres amb el cos del màrtir que van col·locar a l'oratori de Nostra Senyora i al cap d'un temps a l'església de l'abadia on va restar fins a finals del segle, ja mort Carles el Calb, que fou transferit a una nova església anomenada de Sant Vicenç que s'havia construït i a la que Lluís II de França (Lluís el Tartamut) va contribuir notablement amb les seves liberalitats.
Després l'abadia es va afiliar a l'abadia de Sant Víctor de Marsella el 1074 ja en període de decadència. El nucli religiós estava unit al nucli poblacional, sent una sola cosa: la ciutat de Castres, que fou la segona més important de l'Albigès. Al segle xiii l'església de Sant Vicenç fou cedida a l'orde de Saint-Dominique i les relíquies de Sant Vicenç s'hi van conservar.
Al segle xiv l'abadia fou erigida en bisbat pel papa Joan XXII, però fou destruïda durant les guerres religioses del segle xvi. les relíquies foren dispersades pels hugonots o calvinistes i després només se'n va poder recuperar una part. L'abadia de Saint-Germain des Prés conserva una part de la mandíbula que li havia estat donada el 1215 per l'abat i els religiosos de Castres a precs de Lluís, fill de Felipa Augusta i de Simó de Montfort, senyor de la vila.